# Woolwich Common
Woolwich Common is een park en natuurgebied in de Londense wijk Woolwich, gelegen in de Royal Borough of Greenwich in het zuidoosten van de Britse metropool Groot-Londen. Het park is ontstaan uit een zogenaamde common (Nederlands: meent of gemene grond), een gebied dat vroeger door de hele dorpsgemeenschap gemeenschappelijk gebruikt werd. Een deel van de gronden is militair terrein; het grootste deel (circa 38 hectare) doet dienst als recreatiepark. Woolwich Common is tevens de naam van een ward (kiesdistrict) in Greenwich Borough.

## Ligging

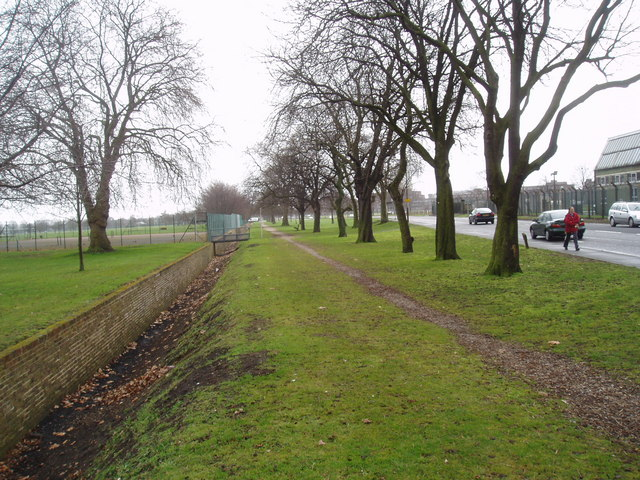
De ha-ha (links) scheidt het militair deel van de common van het openbare deel

Woolwich Common beslaat een deel van de noordwestelijke helling van Shooters Hill, maar ligt op die helling op een vrij vlak terras. Het maximale hoogteverschil bedraagt 20 m. Het meest noordelijke punt grenst aan het stadscentrum van Woolwich en ligt iets meer dan een kilometer van de rivier de Theems. Aan de zuidzijde vormt de A207, Shooters Hill Road, de begrenzing. Verder naar het zuiden sluit Woolwich Common aan op Eltham Common en Oxleas Wood, een oud loofbos. Aan de westkant zet het groengebied zich voort in Hornfair Park, Charlton Park en Maryon Park, maar tegenwoordig vormt hier het Queen Elizabeth Hospital een omvangrijke barrière. Aan de oostzijde wordt het gebied begrensd door de secundaire weg A205, ook wel South Circular Road genoemd. De lokale benamingen Academy Road en Grand Depot Road wijzen op de militaire geschiedenis van het gebied.
De common wordt doorsneden door diverse voet- en ruiterpaden en een verkeersweg: Ha-Ha Road. Deze weg loopt parallel aan de waarschijnlijk uit de 18e eeuw daterende ha-ha, een van de langste in Engeland. De ha-ha scheidt het militaire noordelijke deel van Woolwich Common van het openbare zuidelijke deel. Het openbare parkgebied ten westen van Repository Road vormt de overgang van de grotendeels boomloze common naar het bosachtige Repository Woods (niet-openbaar militair terrein).

## Geschiedenis

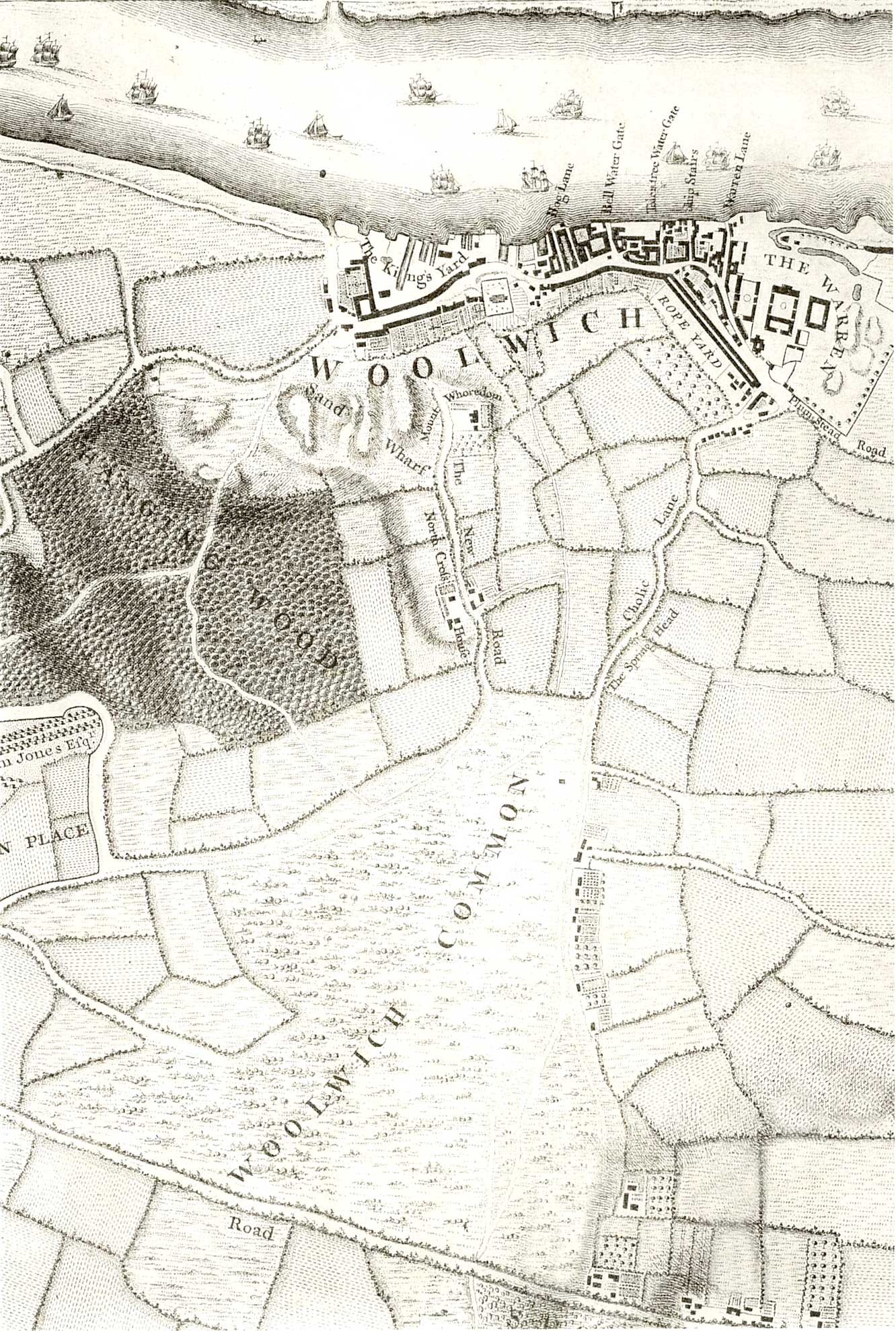
De onbebouwde Common in 1746

Tot het midden van de 18e eeuw was Woolwich Common veel groter dan nu. Waarschijnlijk bestond de begroeiing voornamelijk uit heide, want de enige vormen van gemeenschappelijk gebruik betroffen begrazing, turfsteken en het kappen van gaspeldoorn (als brandhout). Waarschijnlijk betrof dit zeer oude rechten, nog uit de vroege middeleeuwen daterend. Al in de 18e eeuw maakte men zich zorgen over de beperking hiervan door de snelle ontwikkeling die Woolwich toen meemaakte.

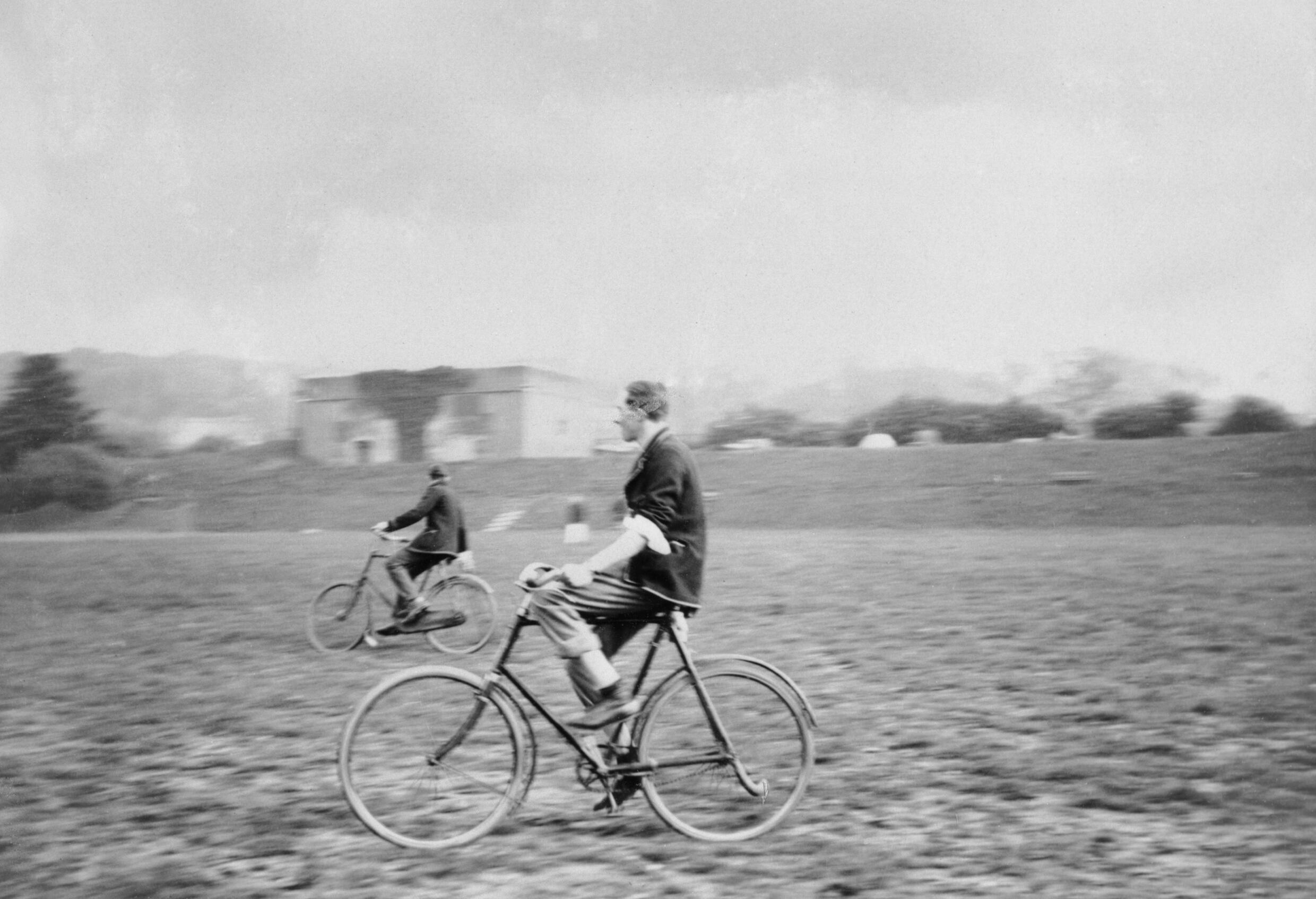
Officieren spelen polo op de fiets, ca 1910

In de 17e en 18e eeuw werden hier enkele buitenhuizen gebouwd, onder andere Charlton House en Shrewsbury House. In 1776 werden aan de noordrand van het gebied de Royal Artillery Barracks gebouwd. In deze periode werd het aan de kazerne grenzende deel door middel van een ha-ha afgescheiden van de rest van de common. Dit terrein, Barrack Fields, is nog steeds eigendom van het Britse Ministerie van Defensie. Eind 18e eeuw werd een deel van de common opgeofferd voor de bouw van de Royal Military Academy. In de 19e eeuw kwamen daar nog een paardenziekenstal, de Royal Horse Infirmery, en een militair hospitaal bij, het Royal Herbert Hospital. Tot ver in de 20e eeuw werd de common gebruikt voor schietoefeningen en het dresseren van paarden. Regelmatig werden parades en demonstraties georganiseerd voor koninklijke bezoekers; in 1836 voor kroonprins Willem II der Nederlanden. In 1919 en 1920 vonden op Woolwich Common massale openluchtdiensten plaats na het beëindigen van de Eerste Wereldoorlog. Tijdens de Tweede Wereldoorlog werd het terrein hevig gebombardeerd, mede omdat er een batterij antitankgeschut stond opgesteld. Na de oorlog werden in een laboratoriumcomplex aan Ha-Ha Road componenten van de eerste Britse kernwapens geproduceerd.

## Recreatie

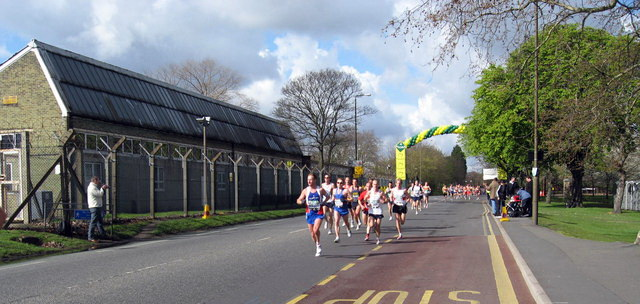
De Marathon van Londen van 2008 op Ha-Ha Road

Al sinds het midden van de 18e eeuw werd op Woolwich Common cricket gespeeld, aanvankelijk door Woolwich Cricket Club, sinds de 19e eeuw door de Royal Artillery Cricket Club. In de 19e eeuw werden er paardenraces gehouden en werd er voetbal gespeeld. Van 1920 tot ca 1960 stond er een stadion.
Tegenwoordig wordt er slechts incidenteel recreatief gesport op Woolwich Common, mede omdat er nog steeds militaire restricties gelden. Het park wordt intensief gebruikt door hondenuitlaters. Enkele keren per jaar is er een kermis, de Woolwich Fair, of slaat een circus er zijn tent op. Tijdens de Olympische Zomerspelen 2012 werd het onderdeel schietsport op Woolwich Common gehouden. De Marathon van Londen voert eveneens langs het gebied.

## Architectuur

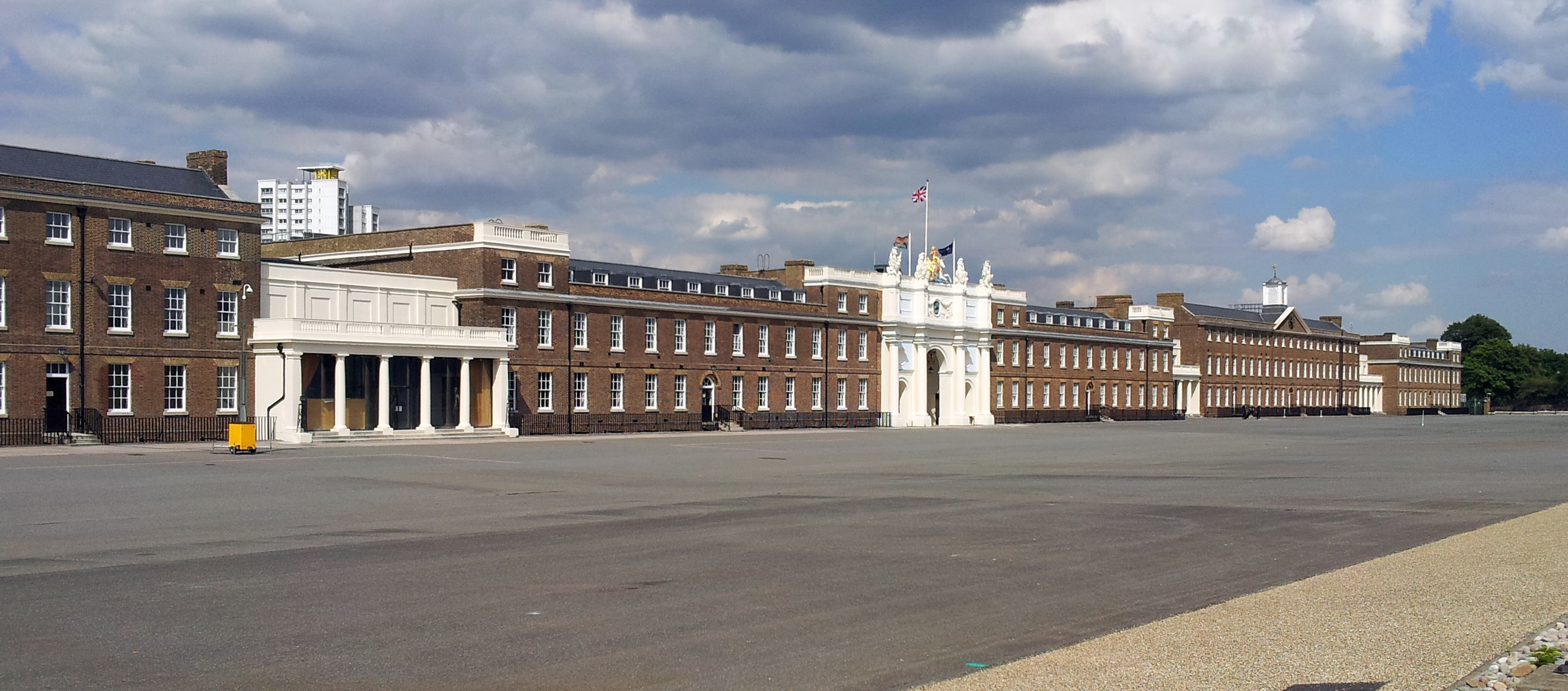
Royal Artillery Barracks

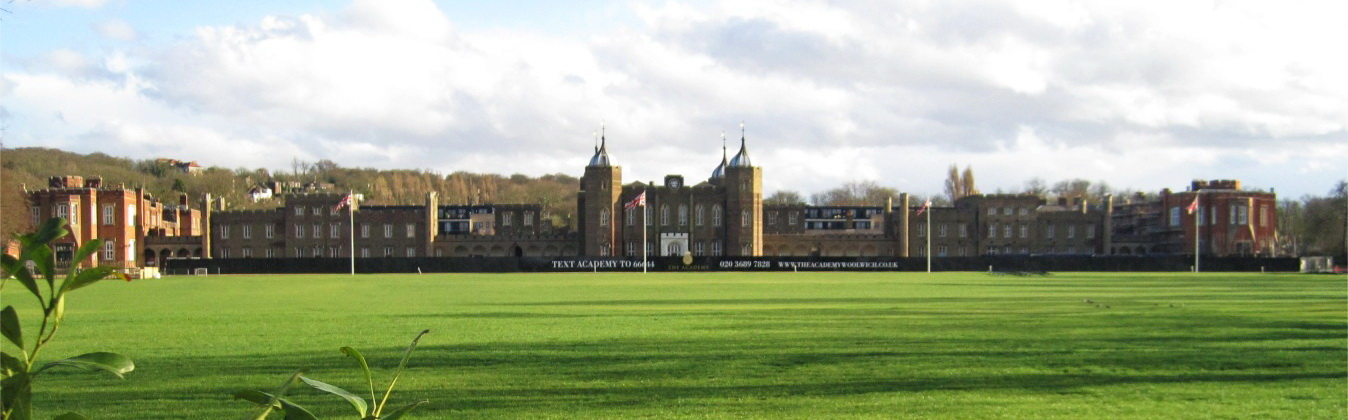
Voormalige Royal Military Academy

Rondom Woolwich Common bevinden zich diverse, meest militaire gebouwen, die tot het cultureel erfgoed behoren. Het hoofdgebouw van de Royal Artillery Barracks dateert uit 1776-1802. De op het zuiden gerichte, neoclassicistische gevel is de langste monumentale gevel in Engeland. Van de vlakbij gelegen garnizoenskerk is na een vernietigend bombardement tijdens de Tweede Wereldoorlog slechts een ruïne over. Aan de westzijde van het kazerneterrein ligt de Rotunda, een 24-hoekig paviljoen met een hoog tentdak, dat van lood is. Het gebouw van architect John Nash huisvestte tot 2001 de collecties van het Royal Artillery Museum (daarna in Royal Arsenal, sinds 2016 gesloten).
Het hoofdgebouw van de Royal Military Academy werd vanaf 1796 aan de oostzijde van de common gebouwd in een vroeg voorbeeld van neogotiek met kenmerkende vierkante torentjes (Mock Tudor). Het grote complex is begin 21e eeuw verbouwd tot appartementen en vormt thans een gated community. Aan de overkant van Shooters Hill Road, vroeger Woolwich Common overziend, ligt het voormalige Royal Herbert Hospital, eveneens een gated community.
In de omgeving van Woolwich Common bevinden zich enkele gedenktekens, die herinneren aan belangrijke militairen of militaire gebeurtenissen. Op de hoek van Academy Road en Ha Ha Road staat een obelisk, ter herinnering aan majoor Robert J. Little (1861), die een verbeterde schroef had uitgevonden om waterleidingpijpen met elkaar te verbinden. Het monument bevatte oorspronkelijk een drinkwaterfontein. Vlakbij is een antieke paardendrinkwaterbak te vinden. Een tweede obelisk, een gedenkteken voor de gesneuvelde militairen tijdens de Tweede Boerenoorlog, staat voor de ruïne van St. George's Garrison Church, eveneens een oorlogsmonument.

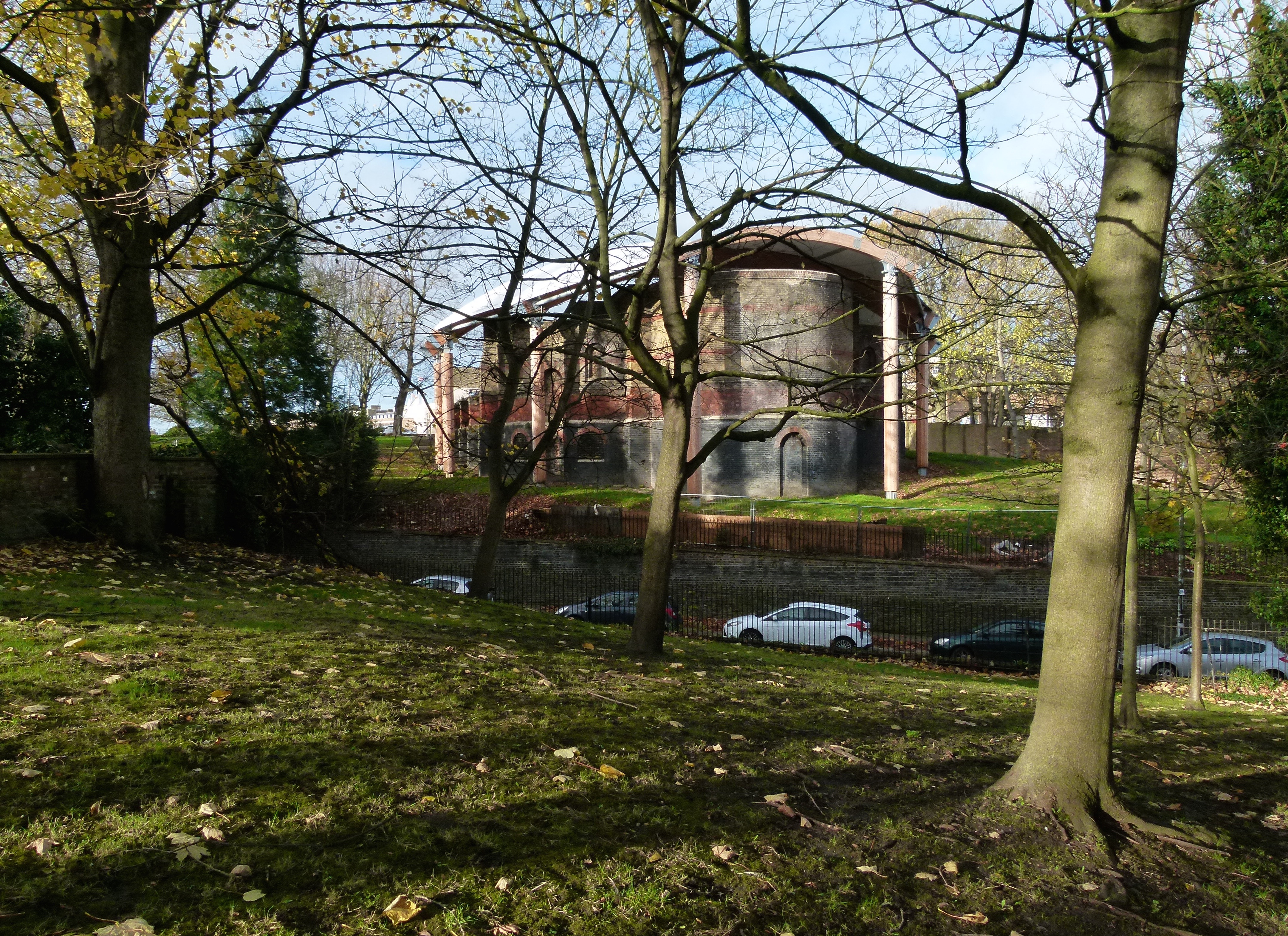
Ruïne garnizoenskerk
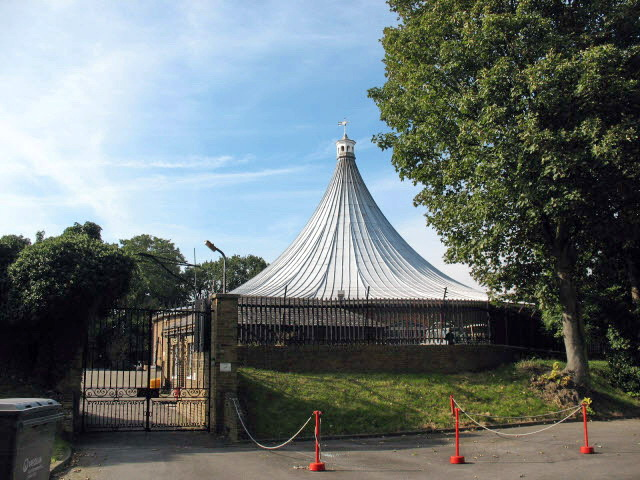
Rotunda
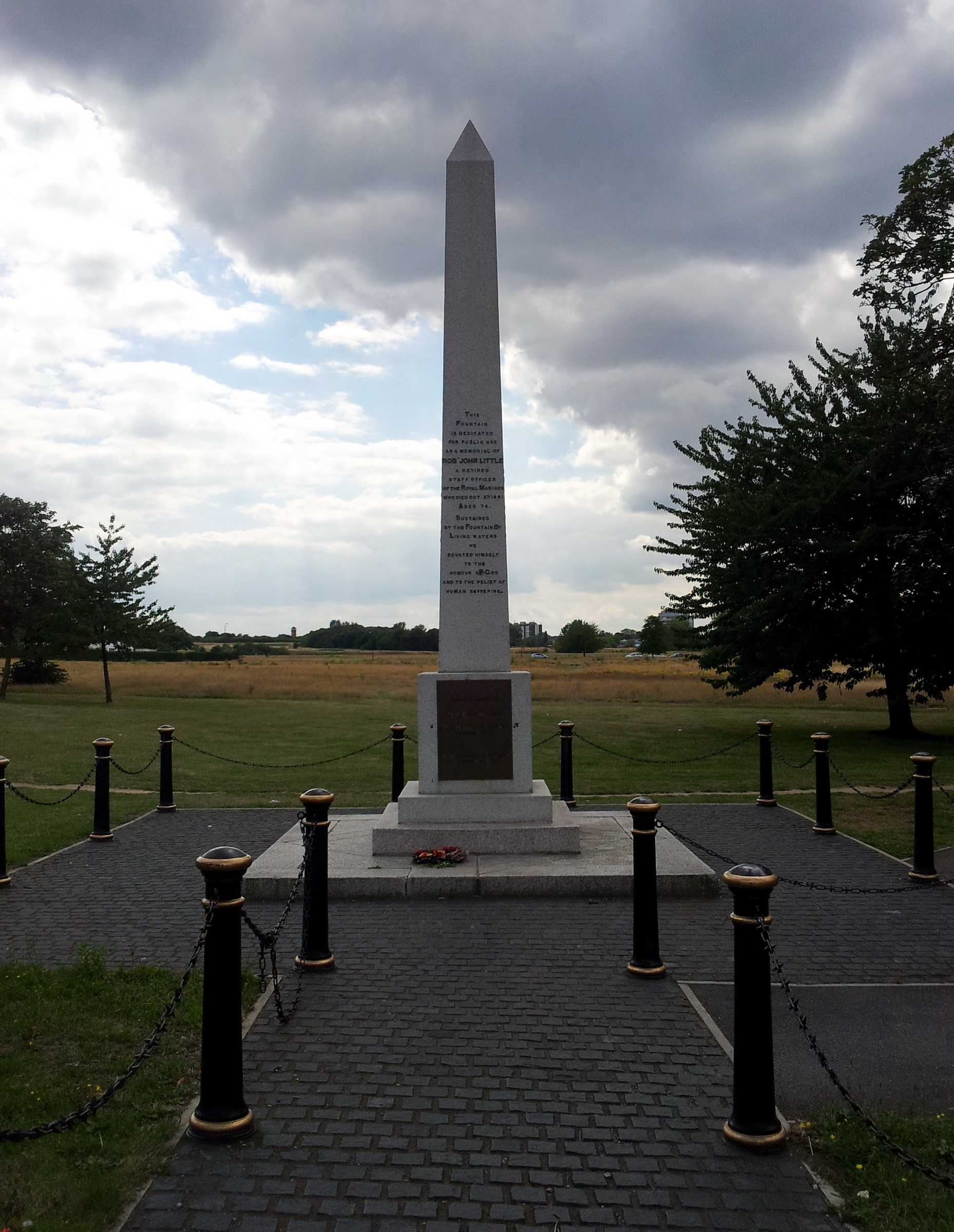
Major Little Obelisk
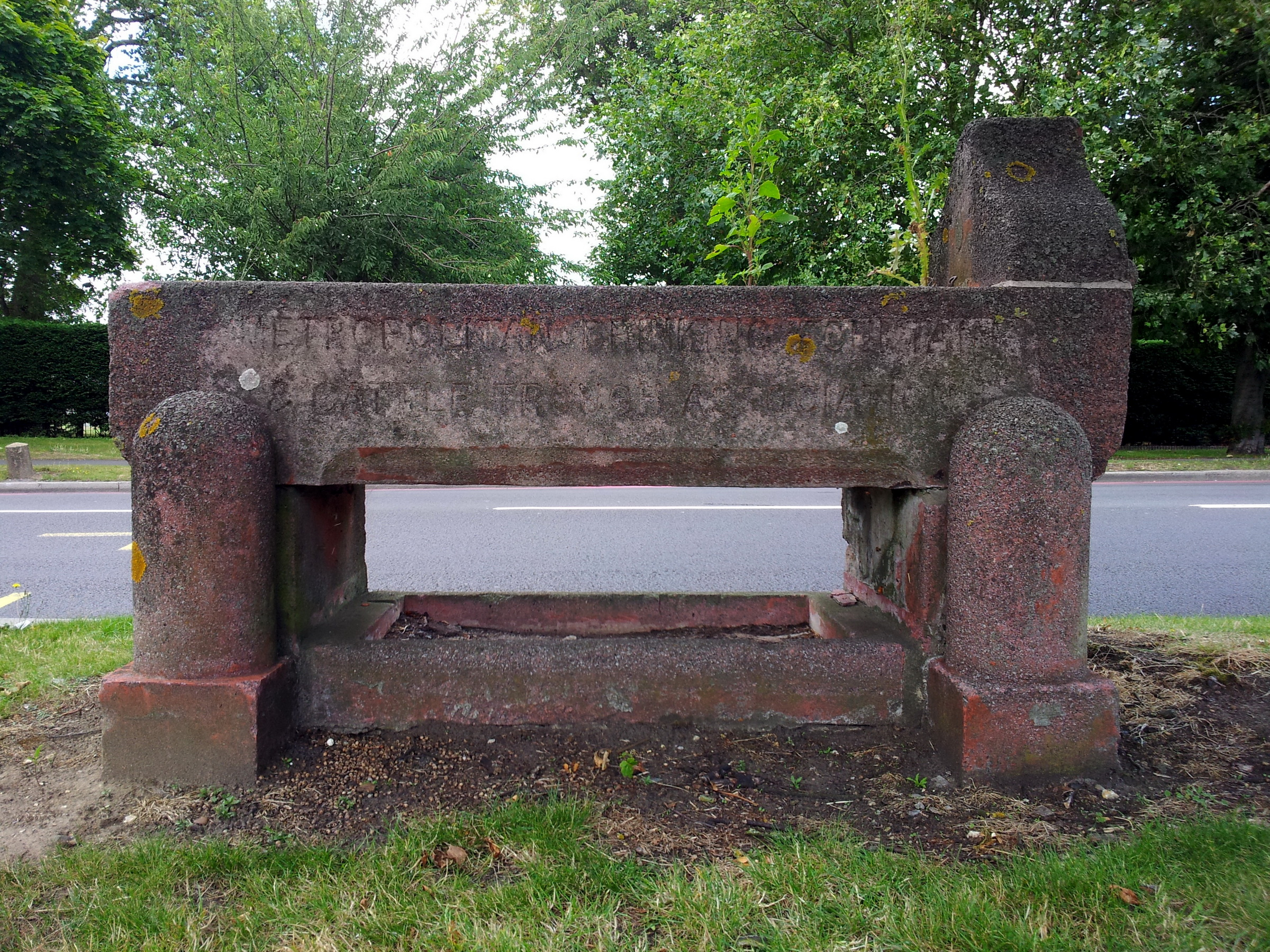
Paardendrinkwaterbak